# Michał Dąbkowski
Michał Dąbkowski – sędzia ziemski zawskrzyński w 1557 roku.
Sędzia deputat kapturowy województwa płockiego w 1572 roku.